# 瀧川末子 (初代)
初代・瀧川 末子（たきがわ すえこ、1901年（明治34年）1月27日 - 1983年（昭和58年）2月12日）は、元宝塚少女歌劇団花組主演男役クラスで宝塚歌劇団卒業生。1920年当時の本名の表記は竹中みさを、死去時の本名は竹中美佐保。兵庫県川辺郡小浜村（現・宝塚市）出身。1913年11月 - 1933年在団。宝塚歌劇団2期生で、初期のスターの一人。同期生に篠原淺茅、人見八重子、吉野雪子がいる。花組組長も務めた。なお、藤波楽斎『歌劇と歌劇俳優』には「瀧川壽榮子」と書かれている。

芸名は小倉百人一首の第77番：崇徳院の
から命名された。

## 宝塚少女歌劇団時代の主な舞台
- 1915年3月21日 - 5月23日、『雛祭』（宝塚歌劇場(パラダイス劇場)）
- 1916年7月29日 - 8月31日、『ヴエニスの夕』（宝塚歌劇場(パラダイス劇場)）
- 1916年10月20日 - 11月30日、『ダマスクスの三人娘』『中將姫』（宝塚歌劇場(パラダイス劇場)）
- 1918年7月20日 - 8月31日、『クレオパトラ』（宝塚歌劇場(パラダイス劇場)）
- 1918年10月20日 - 11月30日、『鼎法師』（宝塚歌劇場(パラダイス劇場)）
- 1919年3月20日 - 5月20日、『家庭敎師』『文殊と獅子』（宝塚新歌劇場(公會堂劇場)）
- 1919年7月20日 - 8月31日、『膝栗毛』『風流延年舞』（宝塚新歌劇場(公會堂劇場)）
- 1919年10月20日 - 11月30日、『燈籠嶋』『女醫者』（宝塚新歌劇場(公會堂劇場)）
- 1920年1月1日 - 1月20日、『文福茶釜』（宝塚新歌劇場(公會堂劇場)）
- 1920年3月20日 - 5月20日、『金平めがね』（宝塚新歌劇場(公會堂劇場)）
- 1920年10月20日 - 11月30日、『灰酒』（宝塚新歌劇場(公會堂劇場)）
- 1921年3月20日 - 5月20日、『春から秋へ』（宝塚新歌劇場(公會堂劇場)）
- 1921年7月20日 - 8月31日、『番太鼓』（パラダイス劇場）
- 1922年2月1日 - 2月25日、『榎の僧正』（花組）（宝塚新歌劇場(公會堂劇場)）
- 1922年5月1日 - 5月31日、『出世怪童』『噂』（花組）（宝塚新歌劇場(公會堂劇場)）
- 1922年11月1日 - 12月1日、『燈籠大臣』（花組）（宝塚新歌劇場(公會堂劇場)）
- 1923年1月1日 - 1月20日、『室咲』（花組）（宝塚新歌劇場(公會堂劇場)）
- 1923年4月11日 - 5月10日、『貞任の妻』（花組）（宝塚新歌劇場(中劇場)）
- 1923年7月10日 - 8月19日、『川霧』『検察官』（花組）（宝塚新歌劇場(中劇場)）
- 1923年9月25日 - 10月24日、『松浦鏡』（花組）（宝塚新歌劇場(中劇場)）
- 1924年1月1日 - 1月31日、『笛が鳴る』（花組）（宝塚新歌劇場(中劇場)）
- 1924年5月1日 - 5月21日、『昔囃帝釋天』『王者の劍』『諧謔』（花組）（宝塚新歌劇場(中劇場)）
- 1924年11月1日 - 11月30日、『鼎法師』『眼』（花組）（宝塚大劇場）
- 1925年2月1日 - 2月28日、『貴妃醉酒』『春から秋へ』『鐘曳』（花組）（中劇場）
- 1925年6月1日 - 6月30日、『出陣』『シネマスター』（花組）（宝塚大劇場）
- 1925年9月1日 - 9月30日、『サンドミンゴの哀話』『白張の局』（花組）（宝塚大劇場）
- 1925年12月1日 - 12月28日、『二人袴』（花組）（宝塚大劇場）
- 1926年3月1日 - 3月31日、『幻』『への〱も平』『煙草から』（花組）（宝塚大劇場）
- 1926年5月1日 - 5月31日、『起居舞』『三人片輪』『某の夜の定家』（花組）（宝塚大劇場）
- 1926年9月1日 - 9月30日、『鞍馬山』『雨月物語』（花組）（宝塚大劇場）
- 1926年12月1日 - 12月19日、『石の裁判』『これは不思議』『どちらが夢だ』（花組）（中劇場）
- 1927年3月1日 - 3月31日、『篁詫状文』『慈光』『曾我兄弟』（花組）（宝塚大劇場）
- 1927年6月1日 - 6月30日、『身替新田』『經正』『落窪姫』（花組）（宝塚大劇場）
- 1927年9月1日 - 9月30日、『酒の行兼』（花組）（宝塚大劇場）
- 1927年12月1日 - 12月28日、『夜討』『丑満時』『江戸の名所』（花組）（中劇場）
- 1928年2月1日 - 2月29日、『嫁違ひ』『熊坂長範物見松』（花組）（宝塚大劇場）
- 1928年5月1日 - 5月31日、『五月幟』『春のをどり』（花組）（宝塚大劇場）
- 1928年8月1日 - 8月31日、『腕白物語』『秋田おばこ』『潮來出島』『裏の背戶屋』『かつぽれ』『ハレムの宮殿』（花組）（宝塚大劇場）
- 1928年11月1日 - 11月30日、『連獅子』『ユーヂツト』『北極探險』（花組）（宝塚大劇場）
- 1929年1月1日 - 1月31日、『田舎と都會』『耳無釜』『壽式三番』『紐育行進曲』（花組）（宝塚大劇場）
- 1929年4月1日 - 4月31日、『春のをどり』（花組）（宝塚大劇場）
- 1929年7月1日 - 7月31日、『伏見巷談』『加茂詣』（花組）（宝塚大劇場）
- 1929年10月1日 - 10月31日、『南蠻寺記』（花組）（宝塚大劇場）
- 1929年10月1日 - 10月15日、『シンデレラ』（花組）（宝塚大劇場）
- 1930年1月1日 - 1月31日、『勸進帳』『ブロードウェイ』（花組）（宝塚大劇場）
- 1930年4月1日 - 4月30日、『悟空は强い』『瓜盜人』『春のをどり』（花組）（宝塚大劇場）
- 1930年7月1日 - 7月31日、『傳家の寶劍』『貴妃醉酒』『井筒姫』（花組）（宝塚大劇場）
- 1930年10月1日 - 10月31日、『更生浦島』（花組）（宝塚大劇場）
- 1931年3月1日 - 3月31日、『沈鐘』『檢非違使』（花組）（宝塚大劇場）
- 1931年9月1日 - 9月30日、『鳥羽僧正』（花組）（宝塚大劇場）
- 1931年12月1日 - 12月28日、『那須野』『古波陀乙女』（花組）（宝塚大劇場）

## エピソード
- 1918年（大正8年）頃[7]、瀧川末子の実家は宝塚市にあって、宝塚少女歌劇団から委託を受けて瀧川の両親が生徒達の寄宿舎を営んでいた。当時、東京から入学した天津乙女、ならびに数名の生徒達がその寄宿舎を利用していた[7]。
- 宝塚歌劇団では黒の紋付に緑の袴を着用するのが正装であるが、これは1921年（大正10年）に瀧川と高砂松子の二人が大阪心斎橋付近で購入し着用していたところ、それが小林一三の目に留まり正装として採用されたことによる[8]。